# Futbol'nyj Klub Spartak Kostroma
Lo Spartak Kostroma, ufficialmente Futbol'nyj Klub Spartak Kostroma (in russo Футбольный клуб Спартак Кострома?), è una società di calcio russa con sede a Kostroma.

## Storia
Fondato nel 1959 col nome di Spartak Kostroma, dall'anno seguente fece la sua prima apparizione nei campionati nazionali sovietici, partendo dalla Klass B, nome con cui era identificata all'epoca la seconda serie del campionato sovietico di calcio. Nel 1961 cambiò nome in Тekstil'ščik (in russo Текстильщик?); mantenne la seconda serie fino alla fine del 1962, quando la riforma dei campionati trasformò la Klass B in terza serie. Noto tra il 1964 e il 1967 come Tekmaš (in russo Текмаш?), raggiunse per quattro anni la fase finale di Klass B (1963, 1966, 1967 e 1968), perdendo però sempre i play-off per la promozione. Nel 1968 arrivò addirittura a sfiorare la massima serie: vinse infatti il proprio girone, ma finì terzo nel girone di play-off.
Retrocesso in quarta serie nel 1969, anche a causa della riforma dei campionati, l'anno seguente, grazie al secondo posto e alla rimozione della quarta serie, fu immediatamente promosso. Nel 1973 vinse il proprio girone, ma perse nuovamente i play-off promozione. Nel 1980, invece, riuscì finalmente a raggiungere la seconda serie vincendo sia il proprio girone che quello di play-off. Rimase in questa categoria solo per due stagioni, andando presto incontro ad una retrocessione.
Nel 1989, con l'introduzione della quarta serie nazionale, retrocesse nella neonata Vtoraja Nizšaja Liga, dove rimase fino alla dissoluzione dell'Unione Sovietica.
Con la nascita del campionato russo fu immediatamente collocato in Vtoraja Liga, cioè nella terza serie, col nome di Zvol'ma-Spartak (in russo Звольма-Спартак?). Riacquisito il nome originale di Spartak, retrocesse nella neonata Tret'ja Liga, quarta serie del campionato, dove rimase fino al 1997, anno di sparizione della categoria. Da allora milita nel Girone Ovest di Vtoroj divizion, ottenendo come massimo risultato un secondo posto nel 2011-2012.

## Palmarès

### Competizioni nazionali
- Vtoraja Liga sovietica: 2

1973 (Girone 4), 1980 (Girone 1)